# Pedicularis omiiana
Pedicularis omiiana är en snyltrotsväxtart. Pedicularis omiiana ingår i släktet spiror, och familjen snyltrotsväxter.

## Underarter
Arten delas in i följande underarter:
- P. o. diffusa
- P. o. omiiana